# Volim Hrvatsku
Volim Hrvatsku je HRT-ova zabavna kvizaška emisija i televizijska igra. Emisija je hrvatska inačica nizozemske emisije "I Love My Country" (niz. Ik hou van Holland). Prikazuje se nedjeljom na Prvom programu HRT-a u popodnevnom terminu. Prikazuje se od 23. rujna 2012. godine. Voditelj je Mirko Fodor. Kapetani ekipa od desete sezone su Goran Navojec i Dušan Bućan.

## Pravila igra
U igri se natječu dvije ekipe poznatih osoba koje čine glumci, pjevači, športaši i druge javne osobe iz Hrvatske. Ekipe odgovaraju na pitanja o Hrvatskoj i tako ispituju svoja znanja o svojoj domovini.
Igra se sastoji od 7 runda: "Filmska i televizijska povijest", "Riječ hrvatska", "Poznati sunarodnjaci", "Sretan rođendan", "Liste", "Sport", i zadnje finalne runde "Prosječni građanin". Između svake dvije runde se igra "Pogodi pjesmu"

## Pregled emisije
| Sezona | Emisije | Voditelji       | Kapetani                      | Premijera           | Finale             |
| ------ | ------- | --------------- | ----------------------------- | ------------------- | ------------------ |
| 1.     | 15      | Mirko Fodor     | Rene Bitorajac Goran Navojec  | 23. rujna 2012.     | 30. prosinca 2012. |
| 2.     | 15      | Mirko Fodor     | Rene Bitorajac Goran Navojec  | 22. rujna 2013.     | 29. prosinca 2013. |
| 3.     | 15      | Daniela Trbović | Frano Ridjan Martina Validžić | 19. listopada 2014. | 25. siječnja 2015. |
| 4.     | 15      | Mirko Fodor     | Goran Navojec Bojan Navojec   | 18. rujna 2016.     | 25. prosinca 2016. |
| 5.     | 15      | Mirko Fodor     | Goran Navojec Bojan Navojec   | 24. rujna 2017.     | 31. prosinca 2017. |
| 6.     | 15      | Mirko Fodor     | Goran Navojec Bojan Navojec   | 23. rujna 2018.     | 30. prosinca 2018. |
| 7.     | 15      | Mirko Fodor     | Goran Navojec Bojan Navojec   | 22. rujna 2019.     | 29. prosinca 2019. |
| 8.     | 15      | Mirko Fodor     | Goran Navojec Bojan Navojec   | 27. rujna 2020.     | 3. siječnja 2021.  |
| 9.     | 15      | Mirko Fodor     | Goran Navojec Bojan Navojec   | 26. rujna 2021.     | 2. siječnja 2022.  |
| 10.    | 15      | Mirko Fodor     | Goran Navojec Dušan Bućan     | 25. rujna 2022.     | 1. siječnja 2023.  |
| 11.    | 15      | Mirko Fodor     | Goran Navojec Dušan Bućan     | 24. rujna 2023.     | 24. ožujka 2024.   |

## Vanjske poveznice
- Službena stranica na hrt.hr
- Volim Hrvatsku – Službena Facebookova stranica
- Volim Hrvatsku – Službena Instagramova stranica
- Volim Hrvatsku u internetskoj bazi filmova IMDb-a